# Owen Hunt
Owen Hunt è un personaggio della serie televisiva Grey's Anatomy ed è interpretato da Kevin McKidd.

## Descrizione
Owen Hunt è un chirurgo d'urgenza proveniente dall'Iraq, che per una licenza speciale presta servizio al Seattle Grace Hospital dopo aver soccorso delle persone rimaste ferite in un incidente stradale a causa dell'asfalto ghiacciato.
Cattura l'attenzione della tirocinante Cristina Yang e fra i due c'è un'intesa molto particolare. La loro storia d'amore avrà degli alti e bassi prima a causa della dottoressa Teddy Altman, poi a causa della differente opinione riguardo ai figli, dato che mentre Owen spera di averli un giorno, Cristina è fermamente contraria.
Nella puntata 8x13, ovvero quella della realtà parallela, Owen è sempre perseguitato dai ricordi dell'Iraq come nella serie, l'unica cosa che cambia è che è sposato con Callie Torres ed ha tre figli, una bambina (Allegra) e due gemelli maschi, mentre nella serie desidera tanto un figlio, ma Cristina vuole concentrarsi sulla carriera.
Dopo un tira e molla durato anni, Owen e Cristina convengono su come aspirano a vite troppo diverse quindi, pur amandosi, decidono di andare ognuno per la propria strada. Già dopo pochi mesi Owen dichiara di aver capito come, per quanto doloroso, lasciare che Cristina partisse sia stata la decisione giusta.
Poco dopo la morte di Derek, Owen inizia una relazione con Amelia Sheperd, che sposa dopo qualche mese, ma dopo un anno di matrimonio, notando come entrambi non siano felici, dato che da Amelia ha capito di non volere figli, e lo scoprire come ella sia affetta da un tumore al cervello che per anni ne ha alterato la capacità decisionale, decide di mettere fine anche a questo matrimonio e i due divorziano senza rancori.
Dopo il divorzio, Owen vola in Germania da Teddy Altmam, con la quale avrà un rapporto sessuale. Tuttavia, dopo averle rivelato che a dargli il consiglio di andare da lei era stata Amelia, Teddy caccia via Owen, che torna a Seattle.
Qui adotterà un figlio, Leo, e sua madre quindicenne, Betty, che è una tossicodipendente in cura. Ad aiutarlo con loro sarà Amelia, con la quale riprenderà una relazione. A turbare la quiete della coppia sarà Teddy, la quale rivelerà all'amico di essere incinta di suo figlio. La figlia di Owen e Teddy, Allison, nasce nel finale della 15 stagione e prende il nome di un'amica e amante della madre, deceduta nell'attentato alle torri gemelle. Dopo la nascita della piccola, Owen chiede a Teddy di sposarlo e lei accetta. Nel finale della 16 stagione, lo stesso giorno delle nozze, tuttavia, si scopre che Teddy ha tradito Owen con Tom Koracic diverse volte, cosa che porterà Owen a rimandare le nozze senza dire niente a nessuno, compresa Teddy stessa.

## Storia del personaggio

### Quinta stagione
Owen viene subito notato da Cristina Yang per la sua sfacciatagine e per la sua intraprendenza. Salva Cristina alla quale si era conficcato un pezzo di ghiaccio nell'addome, e tra loro c'è anche un bacio. Il primario Webber gli offre subito un posto in ospedale, che lui rifiuta per tornare in missione.
Più tardi farà la sua ricomparsa dopo qualche episodio e rimarrà a lavorare nell'ospedale. Il personaggio di Owen ha portato alla scoperta di una "nuova" Cristina. Lei sembra molto più presa e innamorata rispetto alla sua storia con Burke, Owen sembra tirarle fuori il suo lato nascosto. Lui inizialmente prende le distanze da lei, poiché è ancora sotto choc per i traumi subiti in Iraq, ma andando avanti con le puntate scopre di non poter controllare l'attrazione che prova per lei.
Il loro rapporto sarà sempre condizionato da alti e bassi. 
Inizialmente lui la ignora completamente, poi la bacia e l'aspetta sotto casa, dopodiché le chiede di uscire ma si presenta ubriaco all'appuntamento. Quando le cose sembrano migliorare Owen incontra la sua ex fidanzata in ospedale e si scopre che lui non ha detto a nessuno di essere tornato dall'Iraq. 
Una notte Owen tenta di strangolare Cristina durante un attacco di sonnambulismo, così capisce di soffrire di uno stress post-traumatico causato dalla sua esperienza in guerra. 
Cristina crede di poter affrontare il problema ma dopo aver fatto per la prima volta l'amore, capisce di avere paura di lui e si lasciano. Owen comincia ad andare in psicanalisi, iniziando ad evitare Cristina. Lei lo affronta per chiedergli il motivo e lui si giustifica dicendole di farlo per lei, lui l'ama ma soffre a starle vicino senza poter stare con lei. Owen inizia a migliorare e insieme decidono di andare dalla madre di lui per farle sapere che è tornato. Cominciano a riavvicinarsi e alla fine della stagione tornano insieme, poiché Cristina ha notato i cambiamenti fatti da Owen grazie alla psicanalisi.

### Sesta stagione
All'inizio della sesta stagione Owen continua ad andare in psicanalisi coinvolgendo anche Cristina nelle sedute. Cristina, ambiziosa come sempre, cerca di farsi aiutare da Owen per ottenere qualche intervento, ma lui non vuole favorirla in alcun modo. Per tirarla su di morale fa arrivare un nuovo cardiochirurgo: la Dottoressa Teddy Altman. Da questo momento in poi comincia qualche problema per la coppia, dato che la nuova dottoressa lavorava con Owen in Iraq ed è sempre stata segretamente innamorata di lui. In una puntata lei si dichiara e lui le confessa di averla amata in passato, ma che ora ama solo Cristina. Cristina si accorge del loro legame e ne soffre. Teddy non riesce a gestire questa situazione e decide di lasciare l'ospedale, ma Cristina, che ha finalmente trovato la sua maestra, cerca di persuaderla a restare e in un momento di disperazione le dice che può prendersi Owen. Teddy rimane, e nei giorni successivi Cristina le ribadisce di non aver pensato sul serio di cederle Owen. Una sera, però, Teddy, a metà fra l'ubriachezza e la gelosia, racconta ad Owen tutto quanto. Owen, invece di arrabbiarsi, va da Cristina e le fa capire che nella vita ci sono cose più importanti della chirurgia e che se lei vuole metterlo da parte lui non glielo permetterà. Cristina capisce il suo sbaglio e piange pentita tra le sue braccia. Negli episodi successivi Owen e Cristina non fanno altro che copulare, tanto che Cristina rinuncia ad un intervento con Teddy per stare con lui. Teddy la rimprovera e Cristina se la prende con Owen per averle fatto rinunciare all'intervento. Owen, non capendo cosa abbia sbagliato, le chiede spiegazioni riguardo alla sua relazione con Burke. Lei gli dice che ama molto di più lui che Burke, ma lui nel convincerla a rinunciare ad un intervento per stargli vicino le ha fatto fare una cosa che lei non avrebbe mai fatto, e questo lei non lo vuole perché è ciò che le aveva fatto Burke: farla diventare quello che non era, e quindi Cristina non vuole che la cosa si ripeta con Owen.
Il rapporto tra Owen e Teddy rimane carico di tensione, dato che lei è ancora innamorata di lui, ma cerca in tutti i modi di mettere da parte i suoi sentimenti per ritrovare la loro amicizia. Anche Cristina sprona Owen a ritrovarsi con la sua amica. In ospedale arriva una paziente che vuole l'eutanasia a causa delle poche settimane di vita rimaste, ma questo scatenerà in Owen ricordi di momenti simili accaduti in Iraq. Owen comincia di nuovo a non dormire la notte e ad avere esagerati scatti di nervosismo, Cristina accortasi dei suoi problemi non sa come comportarsi. Lui capisce finalmente di avere dei problemi quando nota che Cristina ha paura della sua rabbia e decide di tornare in psicanalisi.

### Settima stagione
Owen guarisce dal disturbo post-traumatico e sposa Cristina, ma le cose non vanno per il verso giusto. Infatti, non riesce a capire come aiutare la moglie traumatizzata. Dopo una giornata di pesca con Derek, Cristina ritrova se stessa e il rapporto fra loro sembra migliorare.
Nella loro relazione verrà affrontato spesso il problema dei figli: mentre Owen accetta l'idea, Cristina si oppone. Questo problema verrà ripreso nell'ultimo episodio della stagione, quando Cristina rimane incinta e decide di abortire. Owen si oppone, si arrabbia perché è stato estraniato dalla decisione. Così decide di allontanare la moglie da casa.
Nel corso della stagione si occupa di un corso di traumatologia e della scelta del capo degli specializzandi.

### Ottava stagione
Owen è contrario al fatto che Cristina abortisca, ma alla fine capisce che il matrimonio è un contratto. Owen quindi tenta di adeguarsi alle necessità della moglie, addirittura l'accompagna ad abortire. Tuttavia non riesce a non serbare rancore verso di lei e spesso, in momenti di tensione, le rinfaccia di aver ucciso il loro bambino. Cristina lo supplica di dimenticare e tornare a essere una coppia serena. I due frequentano uno psicanalista, ma non sembrano riacquistare il loro affiatamento. Owen in questa stagione aiuta Derek a costruire la sua casa e diventa il nuovo capo di chirurgia, sostituendo Richard e dimostrandosi un ottimo successore. Owen inoltre è costretto a sopportare l'odio di Teddy dopo che lui sceglie di non avvertirla subito della morte del marito poiché lei stava operando (nonostante sia chiaro a tutti come lui non abbia avuto altra scelta) e quindi lascia che lei commetta vari atti di insubordinazione ai suoi danni senza reagire. Owen e Cristina si lasciano perché lui, ubriaco, l'ha tradita per ferirla come lei ha ferito lui quando ha abortito. Quando poi Teddy alla fine viene sgridata dagli altri chirurghi per la sua ostilità verso Owen, lei gli rivela che lui adesso è l'unica ragione per cui non se ne va: odia stare nell'ospedale in cui suo marito è morto, ma non riesce neanche a sopportare di vedere il suo più caro amico così triste e quindi vuole stargli vicino. Owen allora, come gesto di affetto, la lascia andare licenziandola in modo che possa accettare un posto di lavoro in un importante centro medico militare. I due si salutano con un profondo ed emozionante abbraccio.

### Nona stagione
Owen è la persona non direttamente coinvolta nell'incidente aereo ad essere più distrutta, poiché oltre al fatto che la moglie se ne è andata in Minnesota, lui vive il senso di colpa di aver mandato i colleghi e la moglie su di un volo di cui lui aveva personalmente deciso di ridurre la sicurezza per motivi di budget. Anche se viene prima perdonato dalle vittime dell'incidente e poi consolato dal ritorno della moglie, con cui ricomincia una relazione, deve poi affrontare la possibile chiusura dell'ospedale per colpa dell'incidente. Quando l'ospedale viene comprato dalla fondazione Avery, Jackson riconferma Owen Capo di Chirurgia dell'ospedale, rinominato Grey Sloan Memorial Hospital. Al termine della stagione, Cristina decide di lasciare Owen, perché capisce che lui vuole ancora dei figli e non vuole impedirglielo, anche se lui sostiene di voler lei e non dei figli, ma comunque continuano ad avere rapporti sessuali.

### Decima stagione
Cristina sprona Owen a incontrare altre persone e durante la raccolta di beneficenza per l'ospedale, in seguito ai danni causati dalla tempesta, Owen conosce una dottoressa del Seattle Presbyterian, di cui si infatua, così iniziano a frequentarsi e, capendo di volere entrambi le stesse cose, si mettono insieme. Parlano di avere una casa e dei figli, così lei dice di voler avere tanti bambini e che sarebbe disposta a lasciare il lavoro per occuparsene. Prendono l'appuntamento per vedere delle case insieme, ma la sera prima Cristina va da Owen nella roulotte e, ubriachi, hanno un rapporto sessuale, così Owen capisce di volere una donna che ami il lavoro come lui, ovvero Cristina, così lascia la donna prima di vedere le case insieme a lei. Owen capisce di essere ancora innamorato di Cristina e si dichiara, quando lei lo sprona a cercare in un sito on-line per appuntamenti. Sembra che la loro storia sia destinata a un limbo continuo ma invece termina improvvisamente quando lei accetta di dirigere una grossa clinica a Zurigo. I due passano insieme ogni possibile momento prima della partenza di lei finché il fatidico saluto arriva con un intenso e liberatorio sguardo d'addio. Cristina se ne è andata per sempre.

### Undicesima stagione
Owen dovrà sopportare il fatto che Cristina lo abbia definitivamente lasciato dopo essere partita per Zurigo. Tenta quindi di dare uno scopo alla propria vita convincendo Callie ad includere dei veterani nella sua ricerca sulle protesi robotiche. Inizialmente la donna è molto dubbiosa, ma poi accetta e i due mandano avanti il loro progetto tra alti e bassi. A fine stagione consolerá Amelia Shepherd, sorella di Derek, a seguito della morte di quest'ultimo e si baciano. Owen poi parte nuovamente per l'Iraq, lasciando il ruolo di primario per poi tornare dopo un anno, ricominciando la relazione con Amelia.

### Dodicesima stagione
Il dottor Hunt tornerà dalla missione e incontrerà Nathan Riggs, l'ex fidanzato della sua defunta sorella. Owen sostiene che Nathan è indirettamente responsabile della morte di Megan perché dopo che Riggs la tradì prima delle loro nozze, la donna decise di raggiungere il fratello e l'elicottero su cui era salita venne abbattuto. Nonostante tutti gli consiglino di calmarsi, Owen non riesce a controllare la propria rabbia verso l'ex migliore amico, a cui sferra addirittura un pugno in ospedale rischiando il posto. Senza che lui lo sappia però, la promessa di Meredith di prendersi cura di lui ne ostacola la relazione con Nathan, verso cui la Grey prova fin da subito una chiara attrazione ricambiata. Owen poi capisce di essersi innamorato di Amelia con cui incomincia una relazione tra alti e bassi. A fine stagione, i due si sposano.

### Tredicesima stagione
Dopo aver fatto pace con Nathan, Owen crede che la moglie sia incinta. In realtà, il test di gravidanza risulterà negativo ma questo farà capire ad Amelia che non vuole avere figli perché le farebbe rivivere una situazione traumatica (in passato rimase incinta di un bambino anacefalico che nacque dopo la morte del padre). Quando lo dice a Owen, quest'ultimo reagisce male e allora Amelia lo lascia, tornando a vivere a casa di Meredith. Dopo aver dato tempo alla moglie, Owen le chiede di salvare il loro matrimonio ma lei rifiuta, credendo che non possa più funzionare tra loro. A fine stagione, scopre che la sorella non è mai morta ma era prigioniera di ribelli ed ora è stata liberata. Owen allora va con Amelia all'aeroporto, così che possa rivederla.

### Quattordicesima stagione
Dopo un decennio, Owen può finalmente riabbracciare la sorella, la quale viene operata da Meredith per un disturbo non trattato durante la prigionia, tornando in salute. Nel frattempo si scopre che Amelia ha un tumore al cervello e, soprattutto, viene fuori che questo tumore ha influenzato il carattere e le sue capacità decisionali negli ultimi anni, quindi potrebbe anche essere stato la "causa" del loro matrimonio. La moglie sopravvive all'intervento senza danni, ma sono entrambi pieni di dubbi perciò, per distrarsi, Owen accompagna Megan a Malibù dove lei andrà a vivere con Nathan e il loro figlio adottivo Farouq, fatto venire negli Stati Uniti dall'Iraq. Mentre sono in viaggio, vengono a galla i trascorsi tra i due: a quanto pare, da sempre, Owen ha l'abitudine di cercare di prendere le decisioni al posto della sorella, reputandola troppo incosciente, e quando poteva ha usato la propria autorità per limitare la sua libertà d'azione; in particolare, poco prima del rapimento, Owen aveva sconsigliato al comandante di assegnarla ad un incarico speciale a cui lei ambiva da tempo, nonostante i pericoli che comportava; tutti, compresa Teddy, erano dell'opinione che Megan meritasse la promozione, ma Owen era rimasto irremovibile su come essa non fosse pronta, anche se, di nuovo, tutti erano convinti che questa opinione fosse solo frutto della sua iperprotettività. Ora che i due sono in viaggio verso Malibu, Owen ammette di aver sbagliato, ma continua a reputare stupida l'idea della sorella di vivere con l'uomo che l'ha tradita, e questo fa infuriare Megan ancora di più, perché anche lui a suo tempo ha tradito la propria moglie (Cristina) e poi lo gela rivelando che lei aveva tradito Nathan per prima. Owen capisce di aver odiato a torto l'amico e, sempre grazie alle parole della sorella, capisce che per essere felice deve smettere di aspirare ad avere una famiglia "tradizionale" come ha sempre fatto, perciò quando torna a casa parla con la moglie e i due ammettono di non riuscire ad essere felici insieme, oltre ad ammettere di essersi sposati probabilmente a causa del tumore al cervello di lei, quindi si separano.